# Ткаченко, Михаил Николаевич
Михаил Николаевич Ткаченко (бел. Міхаіл Мікалаевіч Ткачэнка; 28 августа 1922, Бешенковичи — 9 марта 1948, Брашов, Румыния) — лётчик-штурмовик, Герой Советского Союза, капитан.

## Биография
Михаил Ткаченко родился в местечке Бешенковичи (ныне Витебской области) 28 августа 1922 года в семье крестьянина. Белорус. Окончил 2 курса сельскохозяйственного техникума.
В 1940 вступил в ряды Красной Армии, через 2 года окончил Новосибирскую военно-авиационную школу пилотов.
В декабре 1942 года М. Ткаченко был отправлен на фронт Великой Отечественной войны. Воевал в составе 210-го штурмового авиационного полка, в котором он был командиром звена. Участвовал в боях на Северном Кавказе, Украине, в Крыму, Румынии, Венгрии. К началу 1944 года совершил 103 боевых вылета на штурмовку объектов противника, в 7 сражениях сбил 1 самолёт противника. В 1943 вступил в ВКП(б).
После окончания войны М. Ткаченко продолжал служить в ВВС в своем 210-м штурмовом авиаполку в составе Южной группы войск в Румынии. Проживал Михаил Ткаченко в румынском городе Орадеа-Маре. В 1948 полк был выведен в Одессу. Перед самым выводом полка в 1948 году Михаил Ткаченко погиб от несчастного случая в городе Брашов, где он находился последние полгода с полком. По словам командира эскадрильи, где служил Ткаченко, Михаила Немцова, во время последней встречи с сослуживцами лётчик вышел подышать свежим воздухом, а потом его нашли мертвым у соседнего дома. В том месте, где он курил, провисали электропровода, они были оголены и под током. Гроб с телом был перевезён в Одессу и там похоронен.

## Подвиги
Звание Героя Советского Союза Михаил Ткаченко получил 13 апреля 1944 года после боёв за Севастополь во время Крымской операции.
О подвигах Ткаченко написал в своих мемурах его однополчанин Фролов В. С.:

Миша стал просить командование разрешить ему делать несколько боевых вылетов в день. Ткаченко пренебрегал всякой осторожностью, лез в любой огонь, не считался с опасностью. Он совершал по истине героические подвиги. Не взирая на сильнейший заградительный огонь зениток и «эрликонов», Миша стремился во что бы то ни стало поразить цель и выйти из боя победителем.
7 мая 1943 года его самолёт подожгли зенитки противника, сам он выбросился с парашютом, благополучно приземлился на нашей территории. На следующий день пришёл пешком в полк. 20 апреля 1944 года Мише Ткаченко было присвоено звание Героя Советского Союза.
— Фролов В. С., Жизнь в авиации, 1995.
В своей книге Фролов высоко оценивает Ткаченко, называя его «человеком-легендой», и высказывая мнение, что «О нём можно было бы написать интереснейшую книгу».

## Награды и звания
- Герой Советского Союза (23.04.1944)
- Орден Ленина
- Орден Красного Знамени (2)
- Орден Александра Невского
- Орден Красной Звезды
- Орден Отечественной войны
- Медаль «За отвагу»
- Медаль «За оборону Кавказа»
- Медаль «За победу над Германией в Великой Отечественной войне 1941—1945 гг.»
- Медаль «За взятие Будапешта»
- Медаль «За взятие Вены»
- Медаль «За освобождение Белграда»
- Юбилейная медаль «30 лет Советской Армии и Флота»

## Память
- Именем М. Н. Ткаченко названы улица, переулок, парк культуры и отдыха на его родине — в г. п. Бешенковичи, улица в г. Полоцк.
- Имя М. Н. Ткаченко присвоено средней школе № 2 в Бешенковичах[1], где он учился. Одна из экспозиций в школьном музее посвящена М. Н. Ткаченко. На здании школа в честь Героя установлена мемориальная доска.
- В рамках празднования 575-летия Бешенкович около районного историко-краеведческого музея 6 августа 2022 года открыта Аллея Героев Советского Союза, уроженцев Бешенковичского района, установлены бюсты — К. А. Абазовского, М. А. Высогорца, Л. М. Доватора, И. И. Строчко, М. Н. Ткаченко[2][3].

## Однополчане
- Зуб, Николай Антонович
- Сивков, Григорий Флегонтович
- Фролов, Василий Сергеевич